# Gran Premio Miguel Induráin 2018
La 70.ª edición de la clásica ciclista Gran Premio Miguel Induráin, fue una carrera en España que se celebró el 31 de marzo de 2018 sobre un recorrido de 186 kilómetros con inicio y final en el municipio de Estella-Lizarr.
La carrera hizo parte del UCI Europe Tour 2018, dentro de la categoría 1.1
La carrera fue ganada por el corredor español Alejandro Valverde del equipo Movistar, en segundo lugar Carlos Verona (Mitchelton-Scott) y en tercer lugar Nick Schultz (Caja Rural-Seguros RGA).

## Equipos participantes
Tomaron parte en la carrera 17 equipos: 3 de categoría UCI WorldTeam; 7 de categoría Profesional Continental; y 7 de categoría Continental. Formando así un pelotón de 115 ciclistas de los que acabaron 78. Los equipos participantes fueron:
| WorldTeams (3)- Movistar Team - Mitchelton-Scott - Katusha-Alpecin Equipos continentales profesionales (7)- Euskadi Basque Country-Murias - Burgos-BH - Delko-Marseille Provence-KTM - Direct Énergie - Caja Rural-Seguros RGA - Team Novo Nordisk - Rally Cycling Equipos continentales (7)- W52-FC Porto - Inteja-Dominican - Fundación Euskadi - Polartec-Kometa - Interpro Stradalli - RP-Boavista - Lokosphinx |
| |

## Clasificación final
- Las clasificaciones finalizaron de la siguiente forma:[4]

| \| Clasificación general \| Clasificación general \| Clasificación general \| Clasificación general \| Clasificación general \| \| Ciclista \| Ciclista \| Equipo \| Tiempo \| \| \| --------------------- \| --------------------- \| ---------------------- \| --------------------- \| --------------------- \| \| 1.º \| Alejandro Valverde \| Movistar Team \| 4 h 41 min 18 s \| \| \| 2.º \| Carlos Verona \| Mitchelton-Scott \| + 20 s \| \| \| 3.º \| Nick Schultz \| Caja Rural-Seguros RGA \| + 1 min 04 s \| \| \| 4.º \| Eduard Prades \| Euskadi-Murias \| + 1 min 16 s \| \| \| 5.º \| Carlos Betancur \| Movistar Team \| + 1 min 16 s \| \| \| 6.º \| Marc Soler \| Movistar Team \| + 1 min 19 s \| \| \| 7.º \| Ilnur Zakarin \| Katusha-Alpecin \| + 1 min 30 s \| \| \| 8.º \| Lilian Calmejane \| Direct Énergie \| + 1 min 43 s \| \| \| 9.º \| Simon Špilak \| Katusha-Alpecin \| + 1 min 43 s \| \| \| 10.º \| Dmitri Strajov \| Lokosphinx \| + 2 min 03 s \| \| \| 11.º \| Garikoitz Bravo \| Euskadi-Murias \| + 2 min 59 s \| \| \| 12.º \| César Fonte \| W52-FC Porto \| + 4 min 08 s \| \| \| 13.º \| Andrey Amador \| Movistar Team \| + 5 min 19 s \| \| \| 14.º \| Alexandr Yevtushenko \| Lokosphinx \| + 5 min 28 s \| \| \| 15.º \| Brandon McNulty \| Rally Cycling \| + 6 min 26 s \| \| \| 16.º \| Domingos Gonçalves \| Rádio Popular-Boavista \| + 7 min 36 s \| \| \| 17.º \| Robert Power \| Mitchelton-Scott \| + 7 min 55 s \| \| \| 18.º \| Fernando Barceló \| Euskadi-Murias \| + 8 min 11 s \| \| \| 19.º \| Aitor González Prieto \| Euskadi-Murias \| + 8 min 13 s \| \| \| 20.º \| Alexander Vdovin \| Lokosphinx \| + 8 min 13 s \| \| |                       |                        |                 |
| |                       |                        |                 |
| Fuente: ProCyclingStats |                       |                        |                 |
| Clasificación general |                       |                        |                 |
| Ciclista | Ciclista              | Equipo                 | Tiempo          |
| 1.º | Alejandro Valverde    | Movistar Team          | 4 h 41 min 18 s |
| 2.º | Carlos Verona         | Mitchelton-Scott       | + 20 s          |
| 3.º | Nick Schultz          | Caja Rural-Seguros RGA | + 1 min 04 s    |
| 4.º | Eduard Prades         | Euskadi-Murias         | + 1 min 16 s    |
| 5.º | Carlos Betancur       | Movistar Team          | + 1 min 16 s    |
| 6.º | Marc Soler            | Movistar Team          | + 1 min 19 s    |
| 7.º | Ilnur Zakarin         | Katusha-Alpecin        | + 1 min 30 s    |
| 8.º | Lilian Calmejane      | Direct Énergie         | + 1 min 43 s    |
| 9.º | Simon Špilak          | Katusha-Alpecin        | + 1 min 43 s    |
| 10.º | Dmitri Strajov        | Lokosphinx             | + 2 min 03 s    |
| 11.º | Garikoitz Bravo       | Euskadi-Murias         | + 2 min 59 s    |
| 12.º | César Fonte           | W52-FC Porto           | + 4 min 08 s    |
| 13.º | Andrey Amador         | Movistar Team          | + 5 min 19 s    |
| 14.º | Alexandr Yevtushenko  | Lokosphinx             | + 5 min 28 s    |
| 15.º | Brandon McNulty       | Rally Cycling          | + 6 min 26 s    |
| 16.º | Domingos Gonçalves    | Rádio Popular-Boavista | + 7 min 36 s    |
| 17.º | Robert Power          | Mitchelton-Scott       | + 7 min 55 s    |
| 18.º | Fernando Barceló      | Euskadi-Murias         | + 8 min 11 s    |
| 19.º | Aitor González Prieto | Euskadi-Murias         | + 8 min 13 s    |
| 20.º | Alexander Vdovin      | Lokosphinx             | + 8 min 13 s    |

## UCI World Ranking
El Gran Premio Miguel Induráin otorga puntos para el UCI Europe Tour 2018 y el UCI World Ranking, este último para corredores de los equipos en las categorías UCI WorldTeam, Profesional Continental y Equipos Continentales. Las siguientes tablas muestran el baremo de puntuación y los 10 corredores que obtuvieron más puntos:
| Posición   | 1º  | 2º | 3º | 4º | 5º | 6º | 7º | 8º | 9º | 10º | 11º | 12º | 13º-15º | 16º-25ª |
| Puntuación | 125 | 85 | 70 | 60 | 50 | 40 | 35 | 30 | 25 | 20  | 15  | 10  | 5       | 3       |

| 1.º  | Alejandro Valverde | Movistar                      | 125 |
| 2.º  | Carlos Verona      | Mitchelton-Scott              | 85  |
| 3.º  | Nick Schultz       | Caja Rural-Seguros RGA        | 70  |
| 4.º  | Eduard Prades      | Euskadi Basque Country-Murias | 60  |
| 5.º  | Carlos Betancur    | Movistar                      | 50  |
| 6.º  | Marc Soler         | Movistar                      | 40  |
| 7.º  | Ilnur Zakarin      | Katusha-Alpecin               | 35  |
| 8.º  | Lilian Calmejane   | Direct Énergie                | 30  |
| 9.º  | Simon Špilak       | Katusha-Alpecin               | 25  |
| 10.º | Dmitry Strakhov    | Lokosphinx                    | 20  |